# 요시프 일리치치
요시프 일리치치(슬로베니아어: Josip Iličić, 1988년 1월 29일, 프리예도르 ~ )는 마리보르에서 미드필더로 뛰는 슬로베니아의 축구선수이다.

## 클럽 경력
일리치치는 트리글라브 크란 유스팀에서 선수경력을 시작하였고 그 이후에 크란에서 브리토프(Britof)로 팀을 옮겼다. 그의 나이가 19세가 되던때에 슬로베니아 2부 리그인 2. SNL에서 1 시즌을 뛰었던 SC 보니피카로 자리를 옮겼다. 그 다음에 그가 슬로베니아 1부 리그인 1. SNL에서 두 시즌을 뛰었던 인터블록에서 그의 재능을 포착하였다. 2009-10 시즌에 인터블록은 트리글라브와의 강등 플레이오프에서 패하면서 2부리그로 강등이 됐다. 팀의 최고의 선수중 한 명이며 슬로베니아 축구의 최고의 재능 중 하나였음에도 불구하고 일리치치는 리저브 선수로서 시즌을 마쳤다.
두 달뒤에 그는 2010년 7월 UEFA 유로파리그에서 스코틀랜드 프리미어리그 소속 하이버니언을 상대로 경기에서 두 골을 뽑아내는등 시작할때부터 커다란 충격을 가져다준 마리보르로 이적을 하였다. 그리고 나서 그는 시칠리아 연고팀 US 팔레르모를 상대로 한 유로파리그 플레이오프 라운드 2차전에서 다시 한번 득점을 성공하며 3-2 승리를 이끌었다. 그 다음날 바로 팔레르모는 마리보르에게서 일리치치와 그의 팀 동료 아르민 바치노비치에 대한 영구 소유권을 획득하였다. 이적료는 밝혀지지 않았지만, 230만 유로로 추정되고 있다.

### 팔레르모
그는 이적후 데뷔전에서 늦은 동점골을 넣을 뻔했다. 다음 경기에서 그는 벌써 선발선수가 되었고 홈경기에서 디펜딩 챔피언 인테르나치오날레를 상대로 첫 데뷔골을 넣었다. 단 4일 뒤인, 2010년 9월 23일일에 또다른 이탈리아 빅클럽 유벤투스를 상대로 그의 리그 두 번째 골을 성공시켰다. 그의 강팀을 상대로 한 좋은 모습은 2010년 10월 3일 피오렌티나 경기와 2010년 11월 28일 로마와의 경기
에서 골을 넣으며 지속되었다.
2011년 6월 20일, 요시프는 새로운 5년 연장 계약을 맺었다. 그리고 그의 등번호를 27번에서 16번으로 바꿨다. 하지만 2010-11 시즌 일리치치는 자신의 공격형 미드필더 파트너였던 하비에르 파스토레가 엄청난 제안을 받으며 파리 생제르맹으로 이적을 가면서 이전과 같은 강력한 효과를 내는데 어려움을 껶었고 단 두 골을 만드는데 그쳤다. 그럼에도 불구하고 2012-13 시즌에 새롭게 이적해온 프란코 브리엔차와 발을 맞추며 새로 부임한 잔 피에로 가스페리니의 3-4-2-1 포메이션에서 좋은 모습을 보였다. 그 시즌 일리치치의 최고의 활약 순간은 2012년 11월 24일에 카타니아와의 시칠리아 더비에서 당시 부진하였던 팔레르모를 이끌고 결승골 뽑아내며 3-1 승리를 이끌던 때였다.
2013년 3월 17일, 일리치치는 팔레르모 소속으로 통산 100경기에 출장하였다.

### 피오렌티나
2013년 6월 23일, 팔레르모는 그들의 공식 홈페이지를 통해서 일리치치를 자신들의 라이벌인 피오렌티나에 판매하기로 승락하였다. 나중에 그 계약은 피오렌티나의 공식 홈페이지를 통해 공식으로 알렸다. 피오렌티나는 팔레르모에게서 일리치치를 영입한 이적료를 비공개하였지만, 9백만 유로에 추가 조항이 있을것이라고 추정되고 있다.

## 국가대표팀 경력
일치치는 2010 FIFA 월드컵에는 참가하지 못하였지만, 2010년 8월 11일 오스트레일리아를 상대로 한 친선전에서 데뷔전을 치렀다. 그는 2013년 9월 10일 키프로스를 상대로 국가대표팀 첫 데뷔골을 넣었다.

## 개인사
일리치치는 오늘날에는 보스니아 헤르체고비나의 영토인 프리예도르에서 태어났고 그가 한 살일 때 그의 아버지가 죽고 나서, 그의 어머니 안나,형제 이고르와 함께 슬로베니아로 갔다. 그가 아직 국가대표팀 경력이 없었을 시절에 그는 인터뷰에서 그가 크로아티아계 조상을 두고 있기에 크로아티아 축구 국가대표팀에서 뛰는것에 관심이 있냐는 질문에, 그는 자신의 인생을 모두 슬로베니아에서 살았기에 그 제안을 절대로 받아들이지 않을거라고 대답하였다 나중에 그는 그의 출생지가 보스니아 헤르체고비나이기에 이전과 관련된 비슷한 질문을 받기도 하였다.